# Кеобунпхан, Сисават
Сисава́т Кеобунпха́н (лаос. ສີສະຫວາດ ແກ້ວບຸນພັນ, 1 мая 1928, провинция Хуапхан, Французский Индокитай — 12 мая 2020, Лаос, Вьентьян) — лаосский государственный, партийный и военный деятель, активный участник борьбы за независимость страны и гражданской войны в Лаосе. На завершающем этапе последней — начальник генерального штаба Народной армии Лаоса.
Был в числе основателей Народно-революционной партии Лаоса и на протяжении всей своей карьеры неизменно входил в состав её руководящих структур, в том числе в политбюро.
Занимал должности министра внутренних дел (в 1982—86 годах), вице-президента (в 1996—98 годах) и премьер-министра Лаоосской Народно-Демократической Республики (в 1998—2001 годах).

## В период борьбы за независимость и гражданской войны
Родился 1 мая 1928 года в провинции Хуапхан Французского Индокитая в семье, принадлежавшей к этнической группе красные таи.
В апреле 1947 года вступил в ряды движения Лао Итсала, боровшегося против французов, пытавшихся после завершения Второй Мировой войны восстановить колониальный контроль над Лаосом и другими своими прежними владениями в Индокитае. Принял участие в партизанских действиях на территории своей родной провинции. Отличился в боях за её административный центр город Самныа.
В 1949 году, после роспуска Лао Итсала, вступил в Коммунистическую партию Индокитая. Принял участие в формировании бригады «Ласавонг» — первого лаосского военного соединения, находившегося под контролем компартии. Был назначен политруком этой бригады, командование которой принял Кейсон Фомвихан, будущий многолетний генеральный секретарь центрального комитета Народно-революционной партии Лаоса и Президент ЛНДР в 1991-92 годах. Дружеские отношения, установившиеся между Сисаватом Кеобунпханом и Кейсоном Фомвиханом в этот период, сохранились впоследствии на долгое время.
В 1951 году в ходе разделения Коммунистической партии Индокитая на три национальные компартии принял активное участие в формировании Народно-революционной партии Лаоса и вошёл в руководство последней. В течение нескольких последующих лет — до подписания Женевских соглашений 1954 года, положивших конец военным действиям и зафиксировавших признание Францией суверенитета Лаоса — командировался в состав различных военных частей Патет Лао, где занимался в основном политической работой.
В марте 1955 года по итогам первого съезда Народно-революционной партии Лаоса Сисават Кеобунпхан был введён в состав её центрального комитета. В январе 1956 года вошёл в состав центрального комитета Патриотического фронта Лаоса — коалиционной структуры, объединившей основные политические силы страны и ставшей фактически политической настройкой Патет Лао.
В 1960 году, после начала в стране гражданской войны, был назначен заместителем начальника генерального штаба вооружённых сил Патет Лао. В том же году лично руководил операцией по взятию Самныа.
В феврале 1972 года по итогам второго съезда Народно-революционной партии Лаоса вновь введён в состав её центрального комитета. На завершающем этапе гражданской войны занимал различные военно-командные должности и в итоге был назначен начальником генерального штаба Народной армии Лаоса. Играл ключевую роль в планировании и проведении военной кампании в провинции Бокэу, в том числе операции по взятию её административного центра города Хуайсай в начале 1975 года.

## В руководстве ЛНДР
После провозглашения Лаосской Народно-Демократической Республики Сисават Кеобунпхан вошёл в состав кабинета министров, оставаясь при этом в должности начальника генерального штаба. При этом продолжал деятельность в руководящих партийных органах и вскоре, сохраняя должность начальника генштаба и позицию члена правительства, был утверждён первым секретарём городского партийного комитета Вьентьяна. В 1980 году получил высшее военное звание «полного генерала».
В апреле 1982 года по итогам третьего съезда Народно-революционной партии Лаоса остался в составе ЦК и был назначен на пост министра внутренних дел. В ноябре 1986 года по итогам четвёртого съезда НРПЛ был введён в состав политбюро партии. При этом покинул пост министра МВД, однако остался первым секретарём столичного горкома партии.
Пятый съезд НРПЛ, состоявшийся в марте 1991 года нанёс серьёзный удар по положению Сисавата Кеобунпхана. Он был выведен из состава политбюро и снят с должности первого секретаря столичного горкома партии. Должность в центральном комитете НРПЛ, на которую он был переведён, считалась лишь пятнадцатой в иерархии этой структуры, в состав которой в то время входило 49 членов. Каких либо публичных объяснений столь существенного аппаратного понижения не прозвучало, однако некоторые специалисты по современной истории Лаоса связывают его с якобы имевшими место обвинениями Сисавата Кеобунпхана в коррупции.
В последующие несколько лет Сисавату Кеобунпхану удалось, однако, восстановить доверие к себе со стороны высшего партийного и государственного руководства. Результатом этого стал новый, весьма значительный взлёт его карьеры: по итогам шестого съезда НРПЛ, состоявшегося в марте 1996 года, он был не только восстановлен в составе партийного политбюро, но и назначен на впервые учреждённый пост вице-президента страны.
В феврале 1998 года в результате перестановок в высших органах государственной власти Сисават Кеобунпхан занял пост премьер-министра Лаоса, став таким образом вторым человеком по степени влияния в этой стране. В этом качестве осуществлял личный контроль над реализацией планов национального экономического и социального развития в ключевых отраслях, неоднократно возглавлял официальные делегации Лаоса на различных международных мероприятиях высшего уровня.
В марте 2001 года, после завершения седьмого съезда НРПЛ, покинул пост премьер-министра и возглавил Фронт национального строительства Лаоса — весьма значимую государственную структуру, ведающую проблематикой межнациональных и межконфессиональных отношений, а также координирующую деятельность большинства общественных организаций страны. В этом качестве встречался с зарубежными религиозными лидерами, посещавшими Лаос, участвовал в различных международных мероприятиях. Находился во главе Фронта 10 лет — до выхода на пенсию в 2011 году.
Находясь на пенсии, периодически участвовал в различных политических и общественных мероприятиях. В 2014 году вместе с несколькими другими бывшими крупными функционерами Народно-революционной партии Лаоса публично призвал власти к более решительной борьбе с коррупцией и нерациональным расходованием бюджетных средств.
Скончался 12 мая 2020 года на 93-м году жизни. По случаю его кончины в Лаосе был объявлен пятидневный национальный траур.